# Alsólápos
Alsólápos (1892-ig Alsó-Laps lengyelül Łapsze Niżne ['wapʃɛ 'ɲiʒnɛ], szlovákul Nižné Lapše ['ɲiʒné 'lapʃe]) falu Lengyelországban, az egykori Nowy Sącz, a mai Kis-Lengyelország vajdaságban. 1400 lakosa van.

## Fekvése
Szepesófalutól 8 km-re nyugatra, a Lapszanka-patak mellett fekszik.

## Nevének eredete
Neve a gorál „lapsy” (= lapu) főnévből ered.

## Története
A falut a 13. században akkori birtokosai, Miechow templomos lovagjai alapították. 1274-ben említik először. 1593-ban a Horváth család birtoka lett. 1680-ban említik Labsánszky Albert itteni kő udvarházát.
A 18. század végén Vályi András így ír róla: „LAPS. Alsó és Felső Laps. Két falu Szepes Vármegy.”
1846-ban a lengyel felkelők innen indultak Nowy Targ ellen. 1910-ben 617, túlnyomórészt szlovák lakosa volt. A trianoni diktátumig Szepes vármegye Szepesófalui járásához tartozott.

## Látnivalók
- Szent Kvirin temploma a 14. század elején épült, később többször átépítették.

## Híres emberek
- Nemesdedinai Dedinszky Antal (1796. - ?) nemesi származású, 1848-as nemzetőr őrnagy, zászlóalj parancsnok.